# 水素分子イオン
水素分子イオン（すいそぶんしイオン、英: Hydrogen molecular ion）は、H2+で表される最も単純な分子イオンである。正電荷を持つ2つの陽子と負電荷を持つ1つの電子から構成され、中性水素分子のイオン化によって形成される。1つの電子しか持たないことから電子相関がなく、シュレーディンガー方程式が直接解けるため、理論的に興味を持たれてきた。エネルギー固有値の解析解は、ランベルトのW関数の一般化で表される。そのため、固定核の場合は、数式処理システムを用いた実験数学手法で完全に解析することができる。このことから、多くの量子化学の教科書に例として掲載されている。

## 物理学的特性
水素分子イオンの結合は、結合次数が0.5の1電子共有結合として記述される。基底状態エネルギーは-0.597ハートリーである。

### 同位体
水素分子イオンは、1つ以上のプロトンがデューテリウムやトリチウムといった他の水素同位体の核に置換されることで、6つの同位体が考えられる。

## 量子力学での取り扱い
水素分子イオンの最初の量子力学的取扱は、デンマークの物理学者Øyvind Burrauによって、エルヴィン・シュレーディンガーが波動方程式を発表した翌年の1927年に発表された。前期量子論を用いた初期の研究は、1922年にカレル・ニーセンとヴォルフガング・パウリ、1925年にハロルド・ユーリーによって発表された。1928年にはライナス・ポーリングがBurrauの研究とヴァルター・ハイトラー、フリッツ・ロンドンによる水素分子の研究をまとめた総説を発表した。

### ボルン・オッペンハイマー近似

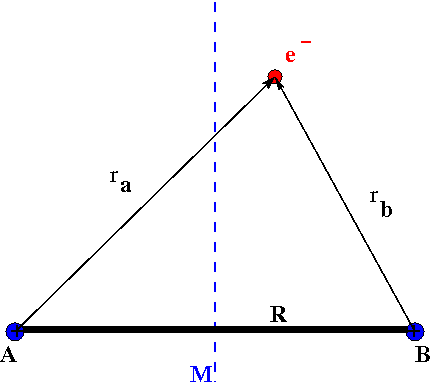
水素分子イオンは1つの電子と2つの水素原子核A、Bから成る。

水素分子イオンは、2つの水素原子核Ａ、Ｂと1つの電子を持つ。
ハミルトニアンは、{\displaystyle {\hat {H}}=-{\hbar  \over 2m}\nabla ^{2}+V}とかける。ここでVは電子に働くクーロンポテンシャルで
{\displaystyle V=-{\frac {e^{2}}{4\pi \varepsilon _{0}}}\left({\frac {1}{r_{A}}}+{\frac {1}{r_{B}}}-{\frac {1}{R}}\right)}
水素分子イオンの電子のシュレーディンガー方程式は次のように記述することができる。
{\displaystyle \left(-{\frac {\hbar ^{2}}{2m}}\nabla ^{2}+V\right)\psi =E\psi }
ここで核の運動は電子の運動に対して無視できるほど小さいという推定から核間距離Rは固定されているとする（ボルン・オッペンハイマー近似）と、この方程式は厳密に解くことができる。

### LCAO-MO法
ここでは、分子軌道法による水素分子イオンの取扱いについて紹介する。
適当な試行関数として、水素分子イオンの分子軌道関数を2つの水素原子の1s原子軌道関数{\displaystyle \chi }の一次結合で表す（LCAO法）。
{\displaystyle \psi ^{MO}=c_{A}\chi _{A}+c_{B}\chi _{B}}

変分原理よりエネルギー期待値が停留値をとるような{\displaystyle \psi ^{MO}}を決定すれば良い。
シュレーディンガー方程式の両辺に左から{\displaystyle \psi ^{MO^{*}}}をかけてエネルギー期待値を計算すると、
{\displaystyle E={\frac {\int \psi ^{MO^{*}}{\hat {H}}\psi ^{MO}d\tau }{\int \psi ^{MO^{*}}\psi ^{MO}d\tau }}={\frac {\int \left({c_{A}}^{*}{\chi _{A}}^{*}+{c_{B}}^{*}{\chi _{B}}^{*}\right){\hat {H}}\left(c_{A}\chi _{A}+c_{B}\chi _{B}\right)}{\int \left({c_{A}}^{*}{\chi _{A}}^{*}+{c_{B}}^{*}{\chi _{B}}^{*}\right)\left(c_{A}\chi _{A}+c_{B}\chi _{B}\right)}}={\frac {{c_{A}}^{2}H_{AA}+{c_{B}}^{2}H_{BB}+2c_{A}c_{B}H_{AB}}{{c_{A}}^{2}+{c_{B}}^{2}+2c_{A}c_{B}S_{AB}}}}
ここで、{\displaystyle H_{AA}=\langle \chi _{A}|{\hat {H}}|\chi _{A}\rangle }、{\displaystyle H_{AB}=\langle \chi _{A}|{\hat {H}}|\chi _{B}\rangle }、{\displaystyle S_{AB}}は重なり積分でありこの場合は{\displaystyle S_{AB}=\langle \chi _{A}|\chi _{B}\rangle =\langle \chi _{B}|\chi _{A}\rangle }である。
エネルギー期待値が停留値を持つことは、各係数についての偏微分が0であることと同じである。よって次の条件式を得る。
{\displaystyle {\begin{cases}{\bigl (}H_{AA}-E{\bigr )}c_{A}+{\bigl (}H_{AB}-S_{AB}E{\bigr )}c_{B}=0\\{\bigl (}H_{AB}-S_{AB}E{\bigr )}c_{A}+{\bigl (}H_{AB}-E{\bigr )}c_{B}=0\end{cases}}}
また、{\displaystyle c_{A}=c_{B}=0}という物理的に意味を成さない解になってはいけない。なぜならばこのとき分子軌道関数は0となり、電子が存在しないことになってしまうからである。よって次の永年方程式を得る。
{\displaystyle {\begin{vmatrix}H_{AA}-E&H_{AB}-S_{AB}E\\H_{AB}-S_{AB}E&H_{BB}-E\end{vmatrix}}=0}
解くと、固有エネルギーは
{\displaystyle {\begin{cases}E_{0}={\frac {H_{AA}+H_{AB}}{1+S_{AB}}}\\E_{1}={\frac {H_{AA}-H_{AB}}{1-S_{AB}}}\end{cases}}}
ここで、{\displaystyle H_{AA}=\langle \chi _{A}|{\hat {H}}|\chi _{A}\rangle =\int \chi _{A}\left(-{\frac {\hbar ^{2}}{2m}}\nabla ^{2}-{\frac {e^{2}}{4\pi \varepsilon _{0}}}\left({\frac {1}{r_{A}}}+{\frac {1}{r_{B}}}-{\frac {1}{R}}\right)\right)\chi _{A}d\tau =E_{H(1s)}+{\frac {e^{2}}{4\pi \varepsilon _{0}}}\left({\frac {1}{R}}-J\right)}同様に、{\displaystyle H_{AB}=\langle \chi _{A}|{\hat {H}}|\chi _{B}\rangle =\int \chi _{A}\left(-{\frac {\hbar ^{2}}{2m}}\nabla ^{2}-{\frac {e^{2}}{4\pi \varepsilon _{0}}}\left({\frac {1}{r_{A}}}+{\frac {1}{r_{B}}}-{\frac {1}{R}}\right)\right)\chi _{B}d\tau =E_{H(1s)}+{\frac {e^{2}}{4\pi \varepsilon _{0}}}\left({\frac {1}{R}}-K\right)}よって、固有エネルギーはそれぞれ
{\displaystyle {\begin{cases}E_{0}=E_{H(1s)}-{\frac {e^{2}}{4\pi \varepsilon _{0}}}{\frac {J+K}{1+S_{AB}}}+{\frac {e^{2}}{4\pi \varepsilon _{0}}}{\frac {1}{R}}\\E_{1}=E_{H(1s)}-{\frac {e^{2}}{4\pi \varepsilon _{0}}}{\frac {J-K}{1-S_{AB}}}+{\frac {e^{2}}{4\pi \varepsilon _{0}}}{\frac {1}{R}}\end{cases}}}
それぞれの式の第2項は結合を形成することによる電子の安定化の寄与であり、第3項は核同士の反発による不安定化の寄与を表している。
また、水素分子イオンの分子軌道関数は
{\displaystyle {\begin{cases}\psi _{0}={\frac {1}{\sqrt {2(1+S_{AB})}}}(\chi _{A}+\chi _{B})\\\psi _{1}={\frac {1}{\sqrt {2(1-S_{AB})}}}(\chi _{A}-\chi _{B})\end{cases}}}
と求められる。

### 電子状態とエネルギー

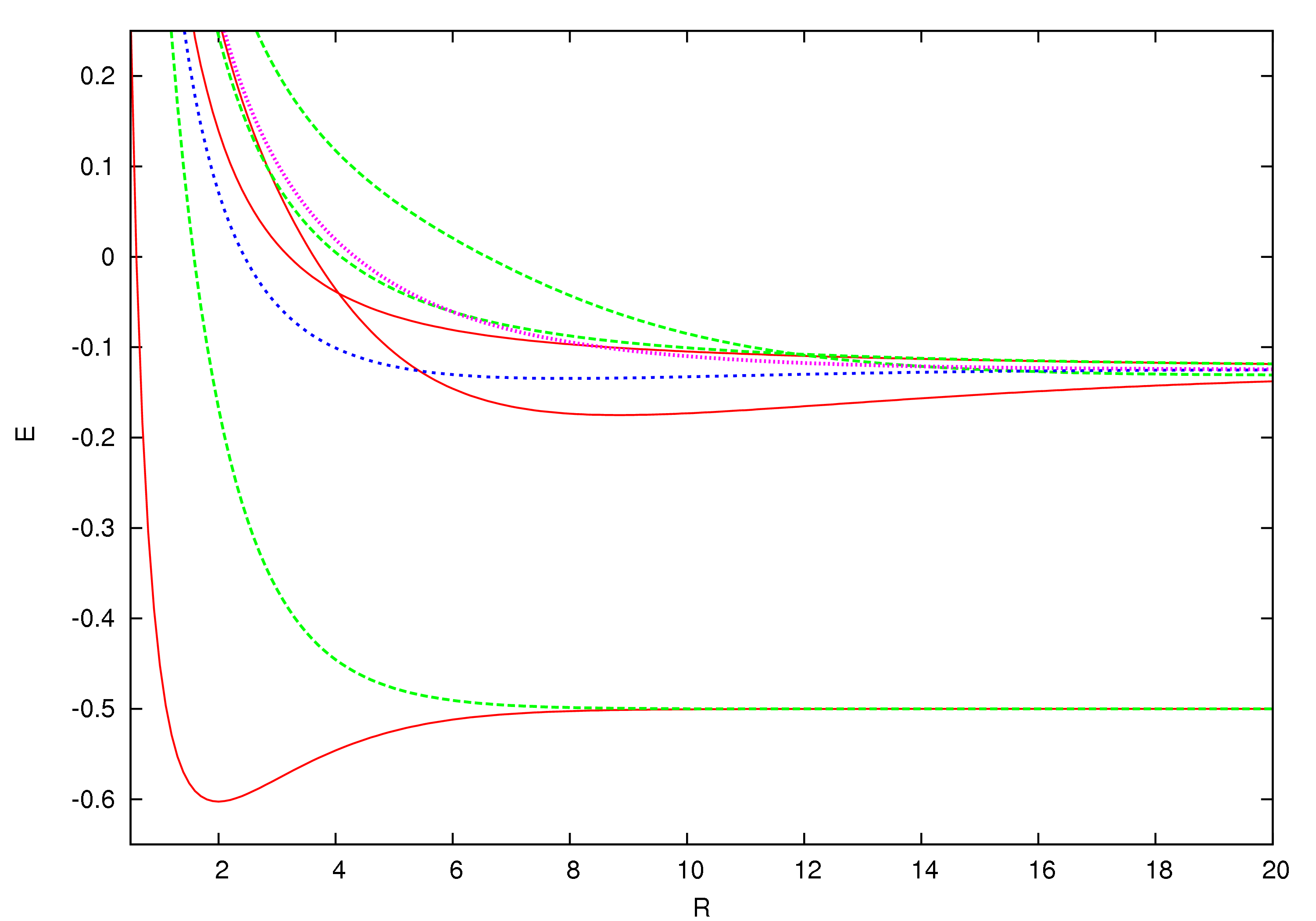
水素分子イオンのエネルギーEを核間距離Rの関数として示した図。

原子核間の中点を座標の原点として選ぶ。上節の結果より分子軌道関数は、反転操作{\displaystyle {\boldsymbol {r}}\rightarrow -{\boldsymbol {r}}}に対して対称な波動関数{\displaystyle \psi _{g}({\boldsymbol {r}})}と非対称な波動関数{\displaystyle \psi _{u}({\boldsymbol {r}})}が存在する。すなわち
{\displaystyle \psi _{g/u}(-{\boldsymbol {r}})=\pm \psi _{g/u}({\boldsymbol {r}})}
ここで、下付き文字のgとuは、ドイツ語でそれぞれ偶と奇をあらわすgeradeとungeradeに由来する。
両者のエネルギーの差は核間距離Rが大きくなるにつれて指数関数的に減少し、次の式で表される。
{\displaystyle \Delta E=E_{u}-E_{g}={\frac {4}{e}}Re^{-R}\left[1+{\frac {1}{2R}}+O\left(R^{-2}\right)\right]}
それぞれの電子状態における核間距離に対するエネルギーをグラフに示している。これらは一般化されたランベルトのW関数から、計算的代数で任意の精度内で求めることができる。
グラフ内の赤い実線は2Σ+
g状態、緑の破線は2Σ+
u状態、青の破線は2Πu状態、ピンクの点線は2Πg状態を表す。

## 星間物質
自然界において水素分子イオンは、宇宙線と水素分子との相互作用によって形成されるため、星間物質の化学において重要である。
水素分子のイオン化エネルギーは15.603 eVである。高速で飛び回る電子は水素分子の電離を引き起こし、水素分子イオンを形成する。また、より低エネルギーの宇宙線陽子も中性の水素分子から電子を奪い、水素分子イオンを形成する。
水素分子イオンは水素分子と反応してプロトン化水素分子を形成する。